# Industrie und Technik (Briefmarkenserie)
Industrie und Technik war eine deutsche Dauermarkenserie, die von 1975 bis 1982 erschien und bis etwa 1988 in Gebrauch war. Die Marken erschienen bei der Deutschen Bundespost und bei der Deutschen Bundespost Berlin. Die Berliner Werte unterschieden sich dabei nur durch den Schriftzug „Berlin“; Farbe und Wert waren gleich. Dies galt auch für die Erscheinungsdaten der bundesdeutschen und der Berliner Marken. Letztere waren bis zum 31. Dezember 1991 gültig, die bundesdeutschen Ausgaben bis zum 30. Juni 2002.
Die Serie bestand aus jeweils einfarbigen Bogenmarken und umfasste 23 Werte mit 21 verschiedenen Motiven. Sie wurden ausschließlich in Bögen zu je 100 Marken auf weißem fluoreszierendem Postwertzeichenpapier im Stichtiefdruck in der Bundesdruckerei Berlin gedruckt. Die im Hochformat gedruckten Marken hatten eine Einzelgröße von 23 × 27,32 mm.
Nach Ablauf der Amtszeit des Bundespräsidenten Gustav Heinemann und dem Verzicht seines Nachfolgers Walter Scheel auf das ihm zugestandene Recht der Abbildung auf einer Dauerserie, dem sich bisher auch alle anderen Amtsnachfolger anschlossen, wurde die Heinemann-Serie ab 1975 durch die Dauerserie „Industrie und Technik“ abgelöst. Mit ihrer großen Zahl an Werten – neben dem Wert von 5 Pfennig gab es von 10 Pfennig bis hin zu 200 Pfennig, mit Ausnahme der Werte zu 90 und 170 Pfennig, jeden möglichen Wert in 10-Pfennig-Schritten – und ihrer großen Auflage von fast 21 Milliarden Stück bei der Deutschen Bundespost und zusätzlich fast 1 Milliarden in Berlin, erreichte die Dauerserie eine sehr hohe Verbreitung. Sie wurde ab 1986 schrittweise durch die Serie Frauen der deutschen Geschichte abgelöst.

## Motive
Die Marken zeigen jeweils ein Industrie- oder Technikprodukt oder eine entsprechende Anlage; die Entwürfe stammten von Beat Knoblauch, die Beratung für die graphische Technik erfolgte durch Paul Beer. Stecher der Motive waren: Egon Falz, Hans-Joachim Fuchs, Lothar Lück und Manfred Spiegel. Der Entwurf des Ersttagsstempels stammt gleichfalls von Beat Knoblauch.

## Besonderheiten
- Die Marken der zuerst erschienenen Wertstufen kommen auf zwei Papiersorten vor, die entsprechend spezialisierte Sammler aufgrund ihrer Fluoreszenz-Eigenschaften voneinander unterscheiden.[2]
- Erhöhung der Portogebühren zum 1. Januar 1979:
  - Durch die Erhöhung des Portos wurde die Serie erstmals ergänzt. Für Standardbriefe (vorher 50 Pf) wurde am 16. November 1978 ein 60-Pf-Wert herausgegeben.[3] Für Päckchen (vorher 200 Pf) wurde am 17. Mai 1979 ein 230-Pf-Wert herausgegeben.[4] Es folgten am 12. Juli 1979 die Werte für 150 und 180 Pf.[5]
  - Es wurde 1979 die Ausgabe eines 90-Pf-Wertes erwartet, was jedoch nicht eintrat. Die Michel-Nummern Bund 991 und Berlin 583 wurden dafür freigehalten und wurden dann nie neu vergeben, um nicht alle nachfolgenden Nummern ändern zu müssen. Hingegen wurde in der Serie Burgen und Schlösser am 11. Januar 1979 ein 90-Pf-Wert herausgegeben.
- Erhöhung der Portogebühren zum 1. Juli 1982:
  - Die am 16. Juni 1982 erschienenen Werte von 110, 130 und 300 Pf sind Ideen des schon damals tödlich verunglückten Beat Knoblauch, die zeichnerische Entwicklung erfolgte dann durch Reinhold Gerstetter (110), Hans-Joachim Fuchs (130) und Egon Falz (300), allesamt Graphiker der Bundesdruckerei.[6]
  - Für die beiden zuletzt am 15. Juli 1982 herausgegebenen Werte standen keine weiteren Entwürfe mehr zur Verfügung. Daher wurden die Motive der 150-Pf-Briefmarke (Löffelbagger) und der 230-Pf-Briefmarke (Flughafen) für die neuen Werte 190 bzw. 250 Pf in anderer Farbgebung erneut verwendet.[7]

## Liste der Ausgaben und Motive
Legende
- Bild: Eine bearbeitete Abbildung der genannten Marke. Das Verhältnis der Größe der Briefmarken zueinander ist in diesem Artikel annähernd maßstabsgerecht dargestellt. Sollten keine Marken abgebildet sein, liegt es daran, dass das Urheberrecht des Künstlers noch nicht erloschen ist.
- Beschreibung: Eine Kurzbeschreibung des Motivs und/oder des Ausgabegrundes. Bei ausgegebenen Serien oder Blocks werden die zusammengehörigen Beschreibungen mit einer Markierung versehen eingerückt.
- Wert: Der Frankaturwert der einzelnen Marke in Pfennig. Ein „+“ bedeutet, dass es sich um eine Zuschlagsmarke handelt (= Frankaturwert + Spende).
- Ausgabedatum: Das Datum des erstmaligen Verkaufs dieser Briefmarke.
- Auflage: Soweit bekannt, wird hier die zum Verkauf angebotene Anzahl dieser Ausgabe angegeben.
- Entwurf: Soweit bekannt, wird hier angegeben, von wem der Entwurf dieser Marke stammt.
- Mi.-Nr.: Diese Briefmarke wird im Michel-Katalog unter der entsprechenden Nummer gelistet.

| Beschreibung                                | Wert in Pfennig | Ausgabedatum  | Auflage Bund, Berlin      | Entwurf, Stecher                                      | Mi.-Nr. Bund, Berlin | Original            |
| ------------------------------------------- | --------------- | ------------- | ------------------------- | ----------------------------------------------------- | -------------------- | ------------------- |
| Nachrichtensatellit (Symphonie)             | 5               | 14. Nov. 1975 | 57.600.000 1.160.000      | Beat Knoblauch, Hans-Joachim Fuchs                    | 846 494              | Beispielhaftes Foto |
| Nahverkehrs-Triebzug ET 420/421             | 10              | 14. Aug. 1975 | 2.170.000.000 131.000.000 | Beat Knoblauch, Hans-Joachim Fuchs                    | 847 495              | Beispielhaftes Foto |
| Leuchtturm Alte Weser                       | 20              | 17. Feb. 1976 | 903.000.000 93.000.000    | Beat Knoblauch, Lothar Lück                           | 848 496              | Beispielhaftes Foto |
| Rettungshubschrauber (Bölkow Bo 105)        | 30              | 14. Aug. 1975 | 1.055.000.000 157.000.000 | Beat Knoblauch, Manfred Spiegel                       | 849 497              | Beispielhaftes Foto |
| Weltraumlabor Spacelab im Space Shuttle     | 40              | 15. Mai 1975  | 2.132.000.000 139.000.000 | Beat Knoblauch, Egon Falz                             | 850 498              | Beispielhaftes Foto |
| Erdfunkstelle Raisting                      | 50              | 15. Mai 1975  | 4.315.000.000 139.000.000 | Beat Knoblauch, Egon Falz                             | 851 499              | Beispielhaftes Foto |
| Röntgengerät                                | 60              | 16. Nov. 1978 | 3.215.000.000 63.500.000  | Beat Knoblauch, Manfred Spiegel                       | 990 582              | Beispielhaftes Foto |
| Schiffbau                                   | 70              | 14. Aug. 1975 | 505.000.000 17.000.000    | Beat Knoblauch, Manfred Spiegel                       | 852 500              | Beispielhaftes Foto |
| Traktor (Massey Ferguson MF 1200)           | 80              | 15. Okt. 1975 | 3.190.000.000 59.000.000  | Beat Knoblauch, Egon Falz                             | 853 501              | Beispielhaftes Foto |
| Braunkohlenbagger                           | 100             | 15. Mai 1975  | 1.070.000.000 41.000.000  | Beat Knoblauch, Manfred Spiegel                       | 854 502              | Beispielhaftes Foto |
| Fernsehkamera (Modell „KCU“ der Firma FESE) | 110             | 16. Juni 1982 | 123.000.000 11.000.000    | Reinhold Gerstetter (Idee: Beat Knoblauch), Egon Falz | 1134 668             | Beispielhaftes Foto |
| Anlage zur Styrolherstellung                | 120             | 15. Okt. 1975 | 117.000.000 8.000.000     | Beat Knoblauch, Lothar Lück                           | 855 503              | Beispielhaftes Foto |
| Brauanlage                                  | 130             | 16. Juni 1982 | 510.000.000 10.000.000    | Hans-Joachim Fuchs (Idee: Beat Knoblauch)             | 1135 669             | Beispielhaftes Foto |
| Heizkraftwerk Berlin-Lichterfelde           | 140             | 14. Nov. 1975 | 196.000.000 11.500.000    | Beat Knoblauch, Hans-Joachim Fuchs                    | 856 504              | Beispielhaftes Foto |
| Löffelbagger                                | 150             | 12. Juli 1979 | 50.000.000 6.000.000      | Beat Knoblauch, Manfred Spiegel                       | 992 584              | Beispielhaftes Foto |
| Hochofen Rheinhausen                        | 160             | 15. Okt. 1975 | 70.000.000 6.500.000      | Beat Knoblauch, Hans-Joachim Fuchs                    | 857 505              | Beispielhaftes Foto |
| Radlader (Massey Ferguson MF 77)            | 180             | 12. Juli 1979 | 69.000.000 6.000.000      | Beat Knoblauch, Hans-Joachim Fuchs                    | 993 585              | Beispielhaftes Foto |
| Löffelbagger (wie 150 Pf)                   | 190             | 15. Juli 1982 | 198.000.000 8.500.000     | Beat Knoblauch, Manfred Spiegel                       | 1136 670             | Beispielhaftes Foto |
| Bohrinsel                                   | 200             | 14. Nov. 1975 | 374.000.000 17.000.000    | Beat Knoblauch, Egon Falz                             | 858 506              | Beispielhaftes Foto |
| Flughafen Frankfurt/Main                    | 230             | 17. Mai 1979  | 80.000.000 7.200.000      | Beat Knoblauch, Hans-Joachim Fuchs                    | 994 586              | Beispielhaftes Foto |
| Flughafen Frankfurt/Main (wie 230 Pf)       | 250             | 15. Juli 1982 | 185.000.000 10.500.000    | Beat Knoblauch, Hans-Joachim Fuchs                    | 1137 671             | Beispielhaftes Foto |
| Magnetschwebebahn (Transrapid 06)           | 300             | 16. Juni 1982 | 233.000.000 10.800.000    | Egon Falz (Idee: Beat Knoblauch)                      | 1138 672             | Beispielhaftes Foto |
| Radioteleskop Effelsberg                    | 500             | 17. Feb. 1976 | 143.000.000 1.390.000     | Beat Knoblauch, Lothar Lück                           | 859 507              | Beispielhaftes Foto |